# Gabriel Ferry
Gabriel Ferry (właściwie Louis de Bellemare, ur. 29 listopada 1809 w Grenoble, zm. 5 stycznia 1852 zginął na morzu podczas pożaru statku Amazone) – francuski pisarz, autor westernów i powieści przygodowych osadzonych w realiach życia pionierskiego w Ameryce. Znany dzięki powieści Wędrowiec leśny (której adaptację napisał w 1879 roku Karl May). Interesował się kulturą Indian północnoamerykańskich.
W latach 1830–1840, Gabriel Ferry przebywał w Meksyku, w ciekawym dla tego kraju okresie historycznym. Wrócił do Francji, by udać się następnie do Hiszpanii. Okres twórczy autora przypada na pięć ostatnich lat jego życia; zaczął od pisania krótkich tekstów historycznych oraz portretów do Revue des Deux Mondes, następnie natomiast powieści. 
Jego powieści na język polski tłumaczył Władysław Umiński, były to jednak bardzo luźne przekłady, wydawane w niewielkich nakładach.

## Twórczość
- Le licencié Don Tadeo Cristobal, 1849.
- Le coureur des bois, 1850, polskie wydanie Wędrowiec leśny (niepełne) lub Gońcy leśni czyli poszukiwacze złota (pełne wydanie w trzech tomach) - Wydawnictwo JAMAKASZ Andrzej Zydorczak, 2021
- Cabecillas y Guerilleros. Scènes de la vie militaire au Mexique, 1851.
- Impressions de voyages et aventures dans le Mexique, la Haute Californie et les régions de l'or, 1851.
- Costal l'Indien, roman historique, scènes de la Guerre de l'indépendance du Mexique, 1852.
- La Chasse aux Cosaques, 1853.
- Scènes de la vie mexicaine, 1855.
- Tancrède de Chateaubrun, 1855.
- Le Capitaine Pallavidas, 1856.